# Radomír Dvořák
Radomír Dvořák, uváděný též jako Radek Dvořák, (* 18. května 1959, Havlíčkův Brod) je český sochař.

## Život
Mezi lety 1978 a 1989 studoval na pedagogické fakultě v Hradci Králové. Od roku 1979 se věnuje sochařství, primárně se věnoval dřevořezbě a později i kamenosochařství.
Autor Národního památníku odposlechu - monumentálního triptychu tvořeného díly Bretschneiderovo ucho (2005), Ústa pravdy (2006) a Zlaté oči (2007). 
Žije s rodinou v Havlíčkově Brodě na Vysočině, jakožto haškolog se realizuje i v okolí Lipnice nad Sázavou, kde mimo jiné vytvořil památník Jaroslava Haška, nazvaný v Hlava XXII.
Je autorem dřevěných medailí kraje Vysočina a vytvořil návrh nejvyššího vyznamenání kraje Vysočina.
Materiálem Radomíra Dvořáka je žula, mramor, pískovec, dřevo, bronz, beton a další.